# مهرجان سلافيانسكي الدولي
مهرجان سلافيانسكي الدولي أو «بازار سلافيانسكي في فيتيبسك» هو مهرجان سنوي يقام منذ عام 1992 في مدينة فيتيبسك في بيلاروسيا تحت رعاية حكومة البلاد. ويخصص البرنامج الرئيسي للموسيقى السلافية. المشاركون الرئيسيون هم فنانون من روسيا وبيلاروسيا وأوكرانيا ودول يوغوسلافيا السابقة وبولندا وبلغاريا مع ضيوف من العديد من الدول الأخرى سواء سلافية أوغيرها. ويعتبر المهرجان فردا في الاتحاد الدولي لمنظمات المهرجانات (FIDOF) منذ عام 1998.

## الخلفية التاريخية
تم تشييد المكان الرئيسي للمهرجان الحالي لهذه المناسبة في عام 1988. باستثناء المناطق ذات المناظر الطبيعية، يتوفر المكان على ملاعب تنس وصالات رياضية هوائية ومطعم ومقهى.
نُظمت نسختان فقط من «مهرجان الأغاني البولندية في فيتيبسك» في عامي 1988 و1990. لكن بعد تفكك الاتحاد السوفيتي، انهارت العلاقات الثقافية بين بلدان الكتلة السوفيتية السابقة. لذلك ظهرت فكرة لتنظيم ترتيب ثقافي من أجل إظهار التنوع الثقافي للدول السلافية. تم افتتاح أول نسخة من المهرجان في عام 1992 بتنظيم من الحكومة البيلاروسية ودعم مالي من دولتي روسيا وأوكرانيا. حيث كان الهدف الرئيسي للمهرجان الأول محاولة اطلاع الجمهور البيلاروسي على الاتجاهات الشعبية للبلدان السلافية.
في عام 1993 أصبح المهرجان عضوا في الاتحاد الدولي لمنظمات المهرجانات. أظهر المهرجان أهمية دولية وتنوعا ثقافيا كبيرا بعد أن عبر ممثلو دول غير سلافية عن اهتمامهم بالمشاركة في المهرجان. منذ عام 1995، استحوذ المهرجان على المفهوم الجديد وغير اسمه إلى المهرجان الدولي للفنون «سلافيانسكي بازار». أصبحت العروض السينمائية والمعارض الفنية الشعبية الأحداث المتكررة في قائمة برنامج المهرجان.
في عام 1998، أصبح المهرجان مشروعًا ثقافيًا مشتركًا بين روسيا البيضاء وروسيا، لكنه عانى مرة أخرى من تغيير في اسمه، مما أدى إلى تثبيت انتماء المهرجان إلى مدينة فيتيبسك ليصبح المهرجان الدولي للفنون تحت مسمى «بازار سلافيانسكي في فيتيبسك». حصل المهرجان على جائزة «مهرجان الاتحاد الدولي لمنظمات المهرجانات لعام 2000» للجودة وحسن التنظيم والكفاءة المهنية والضيافة وتعزيز الأهداف الإنسانية النبيلة على المستوى الدولي، ثم على نفس الجائزة في عام 2004 بالإضافة إلى غيرها من الجوائز.

## الفائزون

### الشباب

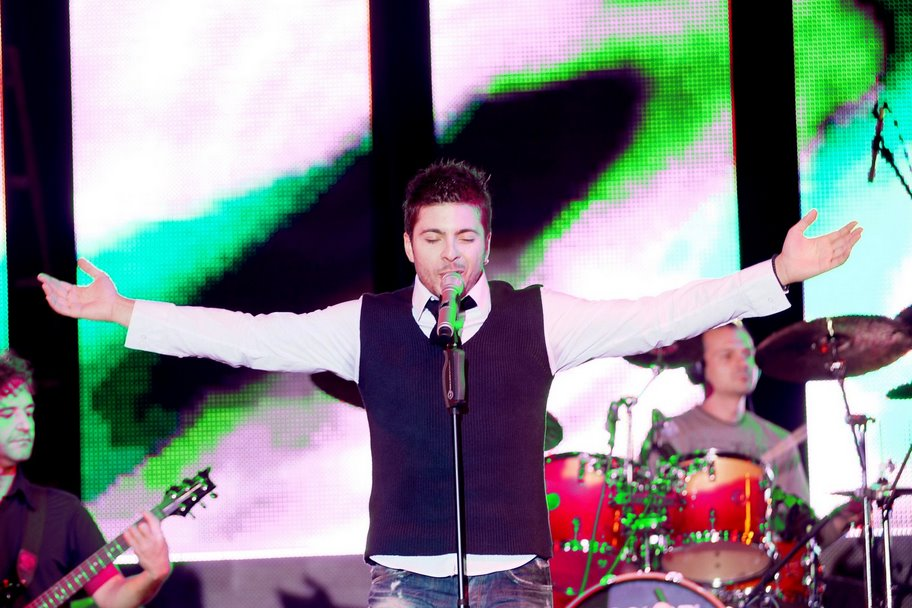
النجم المقدوني توشي بروسكي يفوز بالمهرجان في عام 2000.

| سنة  | لدولة            | الفائز (ة)            |
| ---- | ---------------- | --------------------- |
| 1992 | أوكرانيا         | أوليكا بيرست          |
| 1993 | أوكرانيا         | تيسيا بوفالي          |
| 1994 | يوغوسلافيا       | ميلان سيبوفيتش - جيبا |
| 1995 | يوغوسلافيا       | فيليب شاهر            |
| 1996 | أوكرانيا         | روسلانا               |
| 1997 | يوغوسلافيا       | سفيتلانا سلافكوفيتش   |
| 1999 | يوغوسلافيا       | جيليكو جوكسيموفيتش    |
| 2000 | مقدونيا الشمالية | توشي بروسكي           |
| 2001 | روسيا            | ذاونا دولنيكوفا       |
| 2002 | يوغوسلافيا       | ميلوفان زيمونيتش      |
| 2003 | بيلاروسيا        | مكسيم ساباتسكوف       |
| 2004 | بيلاروسيا        | بيتر إلفيموف          |
| 2005 | بيلاروسيا        | بولينا سمولوفا        |
| 2006 | روسيا            | أوكسانا بوغوسلوفسكايا |
| 2007 | أوكرانيا         | ناتاليا كراسنيانسكايا |
| 2008 | ليتوانيا         | دوني مونتيل           |
| 2009 | روسيا            | دميتري دانيلينكو      |
| 2010 | كرواتيا          | ضمير قدزو             |
| 2011 | بيلاروسيا        | أليونا لانسكايا       |
| 2012 | مقدونيا الشمالية | بوبي موسوفسكي         |
| 2013 | بولندا           | ميكاي كاززمارك        |
| 2014 | المكسيك          | رودريغو دي لا كادينا  |
| 2015 | كازاخستان        | ديماش كوداي بيرجن     |
| 2016 | بيلاروسيا        | أليكسي غروس           |
| 2017 | أوكرانيا         | فلاد سيتنيك           |
| 2018 | رومانيا          | مارسيل روكا           |

### الأطفال

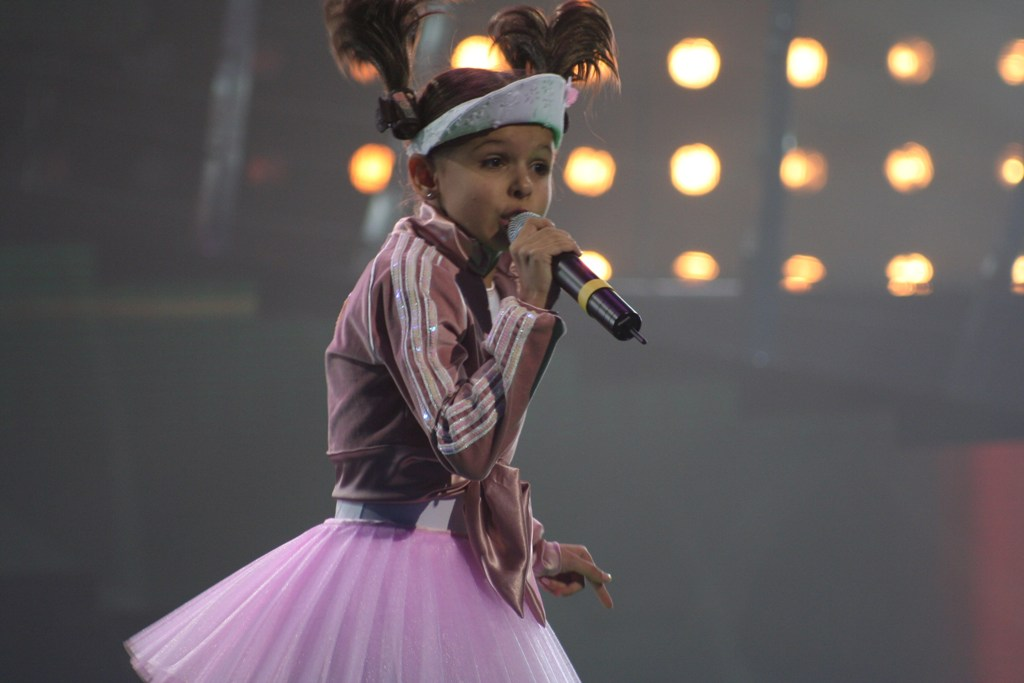
أدى فوز كسينيا سيتنيك في فيتيبسك إلى فوزها في مسابقة الأغنية الأوروبية للناشئين 2005

أقيمت مسابقة الأطفال خلال المهرجان الذي أقيم في فيتبسك لأول مرة في عام 2003، وهو توسيع للتنوع الثقافي والفني للحدث. ليصبح فيما بعد أحد الأحداث الرئيسية في دول أوروبا الشرقية للفنانين لأطفال الذين يشقون طريقهم إلى مسابقة الأغنية الأوروبية للأطفال.
| سنة  | الدولة    | الفائز (ة)            |
| ---- | --------- | --------------------- |
| 2003 | رومانيا   | نوني رزفان إيني       |
| 2004 | روسيا     | رومان غريشنيكوف       |
| 2005 | بيلاروسيا | كسينيا سيتنيك         |
| 2006 | بولندا    | كاسيا ميدنيك          |
| 2007 | بيلاروسيا | أندريه كونيتس         |
| 2008 | روسيا     | لوارا هايرابيتيان     |
| 2009 | رومانيا   | ماريا كريستينا كريشون |
| 2010 | رومانيا   | ماريو جالاتانو        |
| 2011 | رومانيا   | رالوكا إيلينا أورسو   |
| 2012 | جورجيا    | مريم بيتشوفيلي        |
| 2013 | بلغاريا   | بريسيجانا ديميتروفا   |
| 2014 | أوكرانيا  | أنستازيا باهينسكا     |
| 2015 | كازاخستان | لويزا نوركواتوفا      |
| 2016 | روسيا     | أناستازيا غلاديلينا   |
| 2017 | بيلاروسيا | ماريا ماجيلنايا       |
| 2018 | أوكرانيا  | أولكسندر بالابانوف    |

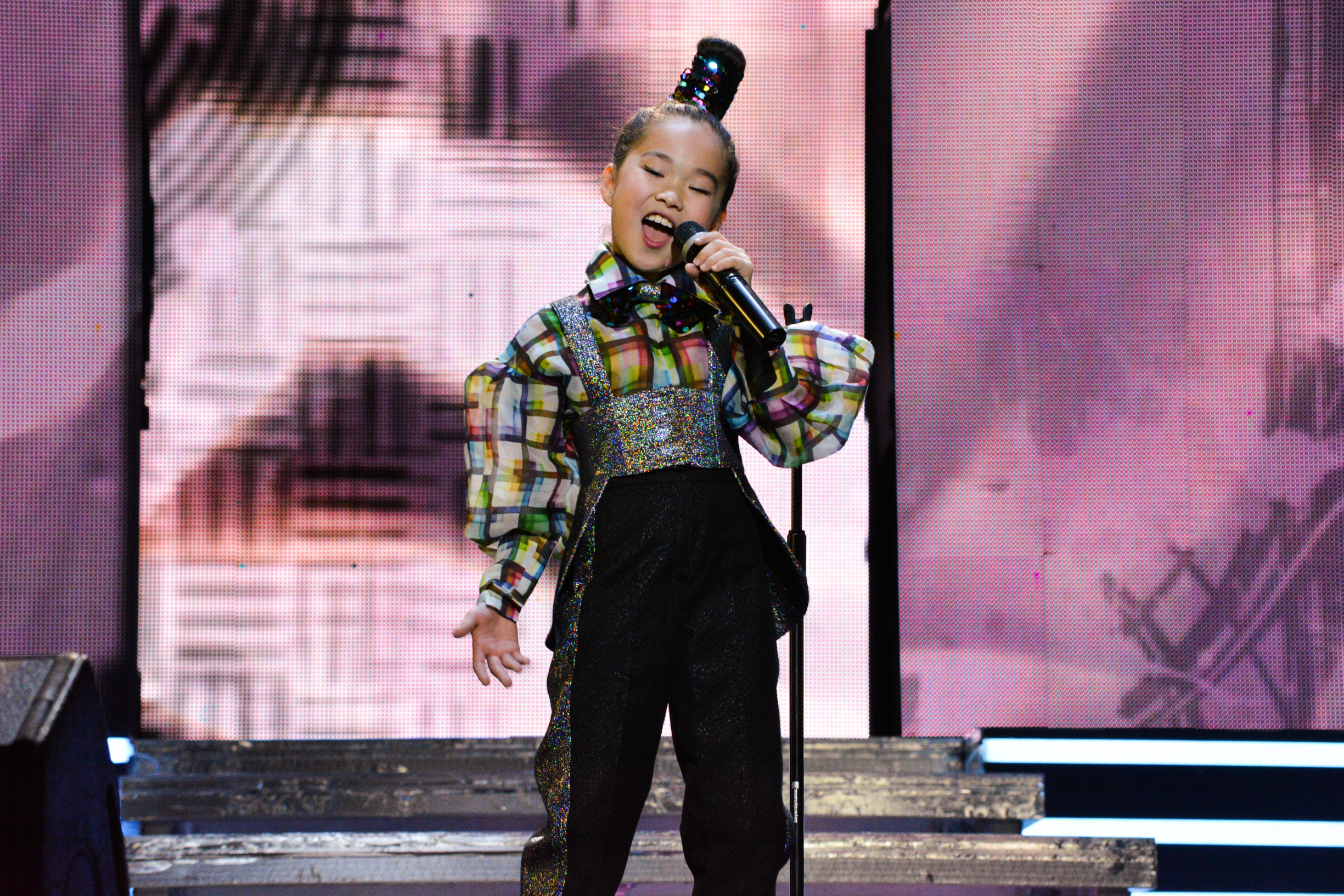
لويزا نوركواتوفا. جائزة سلافيانسكي بازار الكبرى 2015

- على الرغم من أن لوارا هايربتيان أرمنية الأصل، إلا أنها مثلت روسيا في المسابقة عام 2008 تحت اسم لارا.